# Fort de Brescou

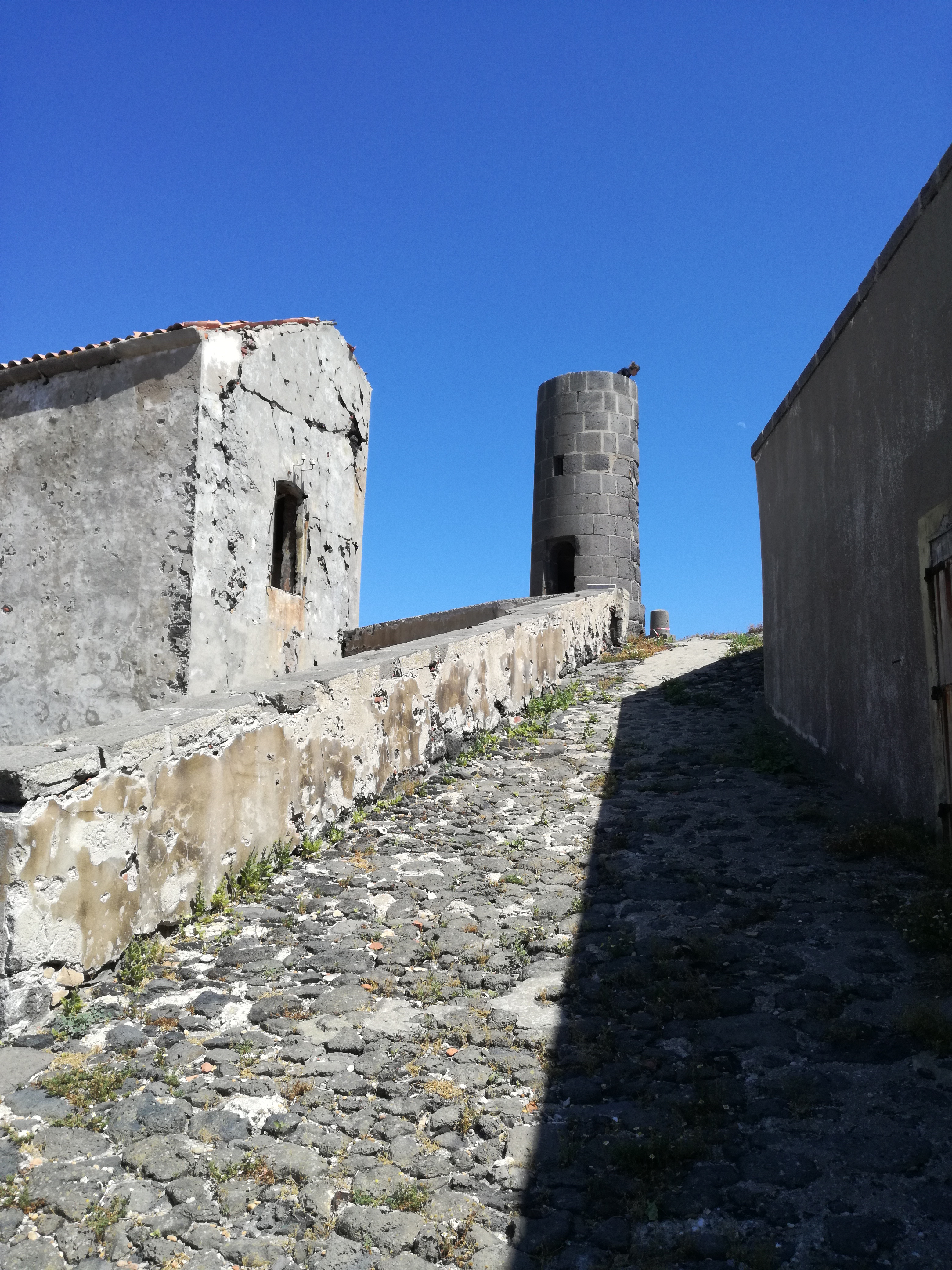
Tour du fanal et hangar d'artillerie

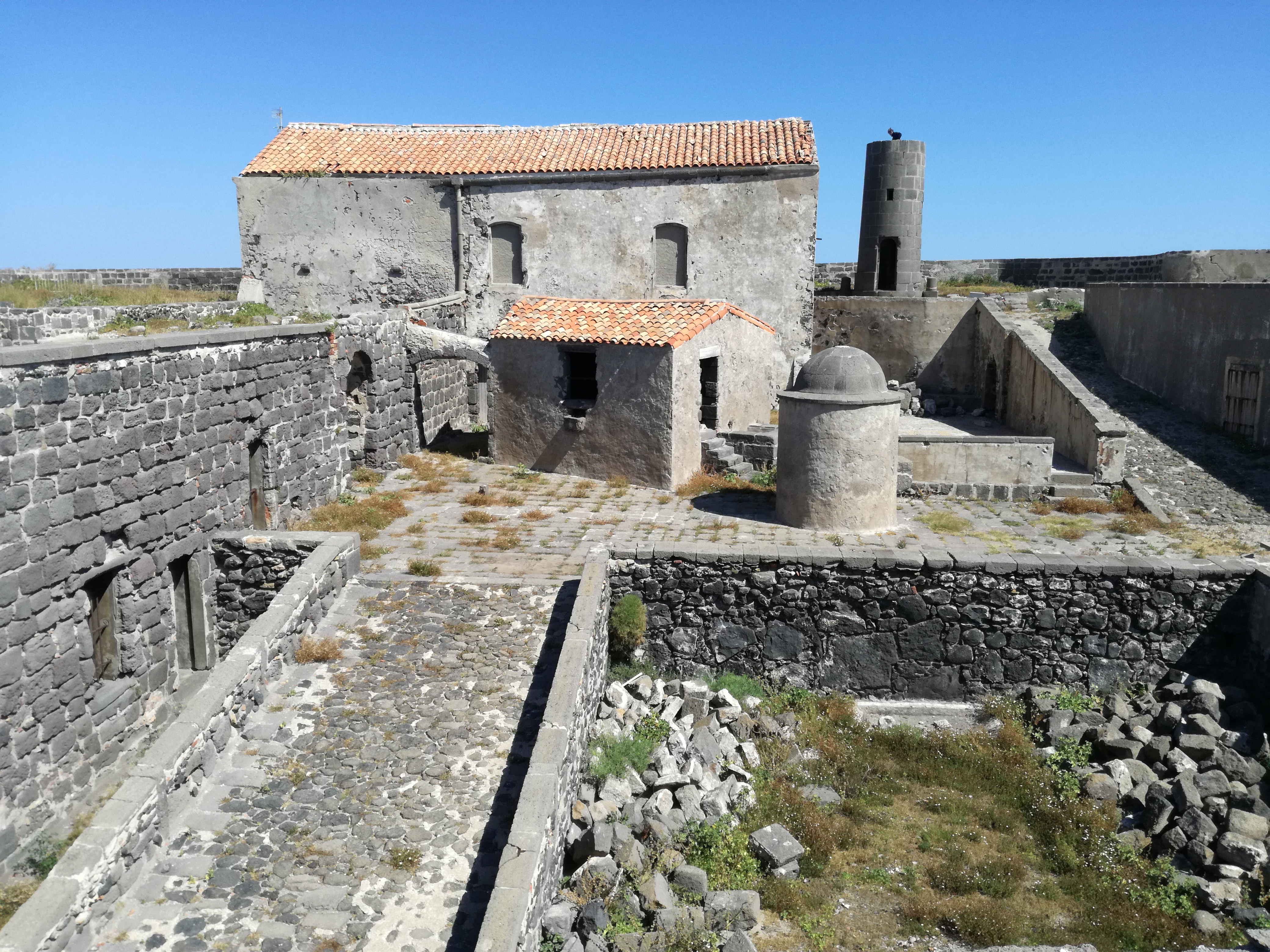
La cour du Fort : rampe d'accès aux citernes, tour du fanal et hangar d'artillerie.

L'île de Brescou se trouve dans le territoire de la commune d'Agde (Hérault), à environ un demi mille marin de l'entrée de port Richelieu (Le Cap d'Agde) et à un peu moins de trois milles de l'embouchure de l'Hérault. 
D'origine volcanique, elle a une superficie de 0,5 hectare.
Sur cette île se trouve un fort désaffecté, qui comprend un vieux fanal, toujours visible, et le phare moderne.
L'île est restée terrain militaire jusqu'en 1889, date à laquelle le fort fut déclassé par les armées et attribué au service des Ponts et Chaussées. Elle appartient aujourd’hui à la commune d'Agde.

## Le fort Brescou

### Origines
Le fort Brescou a été bâti en 1586 par le vicomte de Joyeuse, Guillaume de Joyeuse, pour empêcher que le rocher ne serve de point d'appui aux Espagnols lors des guerres de Religion ; il fut augmenté en 1604-1605 puis en 1610. Le détail de ce premier fort est inconnu ; il devait cependant être assez sommaire, avec quelques tours plus ou moins enveloppées de murailles.

Fort de Brescou : plan (1787).

Lors de sa révolte contre Richelieu, le duc Henri II de Montmorency le fit occuper par le capitaine de ses gardes qui continua à le tenir après la défaite et la capture du duc, le 1er septembre 1632, à la 
« journée  de Castelnaudary ». Aussi, dès le 1er octobre, le roi ordonna par lettres patentes la destruction totale du fort ; mais les travaux n'avancèrent que mollement et cessèrent définitivement en 1634 lorsque commencèrent les travaux d'aménagement d'un port (construction d'un môle), entre le cap et le rocher situé à l'ouest.
Le fort que l'on voit aujourd’hui semble dater du dernier quart du XVIIe siècle. Il est généralement attribué à Vauban, ou du moins à ses ingénieurs, mais de nombreux aménagements y ont été faits par la suite à diverses époques. Les derniers ont été réalisés par les troupes de l'Allemagne nazie qui l'ont brièvement occupé de fin 1942 à mi 1944 en l'intégrant au Südwall.

### Description
Épousant au mieux la forme du rocher, le fort se compose de quatre bastions assez peu réguliers. Ce sont, en commençant par la gauche de l'entrée : le Bastion Royal, le Bastion Sainte-Anne, le Bastion Saint-Antoine et le Bastion Saint-André. La courtine qui relie les deux derniers bastions s'appuie sur une grosse tour ronde, ultime vestige, sans doute, des fortifications antérieures. Enfin, l'entrée est protégée par une petite demi-lune, dite Luneton de la Porte. Entre cette demi-lune, où aboutit une courte jetée, et le bastion Saint-André s'étend une petite plage qui constitue le seul accès possible au fort.
Tous les bâtiments du fort sont aujourd’hui dissimulés derrière les murailles mais, à l’origine, il semble qu’ils avaient un ou deux étages qui ont donc été rasés ; le seul bâtiment visible de l’extérieur est la maison du gardien du phare construite bien après. Le chemin de ronde qui court autour des remparts servait de lieu de promenade aux prisonniers autorisés à s’y rendre pour prendre l’air. Enfin, sur la plage d’accès et en dessous du bastion de Saint-André, il subsiste des traces d’un ancien môle dont on ne connaît pas l’usage (digue de protection ?).

Plan du fort en 1790.

À l’époque où il était encore en activité, l’organisation générale du fort répondait à la double nécessité d’abriter la garnison ainsi que les prisonniers. En entrant dans le fort, après la voûte, on découvrait successivement :
1. au fond de la cour, face à l’entrée, le logis du gouverneur, remplacé aujourd’hui par la maison de l’ancien gardien de phare. Derrière ce bâtiment se trouvait l’arsenal, aujourd’hui disparu, ainsi que la Tour du Fanal dont il ne subsiste plus que le soubassement qui supporte  le vieux phare ;
2. en allant vers la gauche : le poste de l’officier de garde puis, après l’angle des bâtiments, la boulangerie, le cellier, la cantine et la chapelle avec un tout petit cimetière. Derrière la chapelle, sur le Bastion Sainte-Anne, il y aurait eu une grosse tour dans laquelle se trouvaient les cachots ;
3. en allant vers la droite : le corps de garde puis, après l’angle, le bâtiment qui servait à enfermer les prisonniers. Le bâtiment long et bas situé juste derrière servait de logement à la garnison. Enfin, encore derrière cette caserne, en bordure de mer, la grosse tour ronde qui semble  être un vestige du premier fort, et sur laquelle a été construit le phare moderne.

### Fonction militaire
Le fort avait été réaménagé à la fin du XVIIe siècle dans le but de protéger les approches du port qui devait être construit à l’ouest du cap. Ce port, prévu par Richelieu, n’ayant finalement pas vu le jour, le fort de Brescou perdit son intérêt sur le plan militaire. Il ne semble pas en effet qu’il ait joué un rôle quelconque par la suite, notamment lors du débarquement anglais entre Sète et Agde en juillet 1710, non plus que lors des nouvelles tentatives de la Royal Navy lors des guerres de Louis XIV et celles de la Révolution française. Néanmoins, et pour interdire tout débarquement par surprise sur l’île, une garnison y fut maintenue avec à sa tête un gouverneur, un lieutenant du roi et un major, un autre état-major, tout aussi complet, étant par ailleurs affecté à la ville d’Agde !
Mais la mission essentielle du fort était la surveillance des navires anglais afin de maintenir la liberté de la pêche dans la zone. On y installait donc, de début mai à la fin septembre, un poste de signaux chargé de signaler par des feux l’arrivée des navires. Des postes similaires étaient également positionnés à l’embouchure de l’Hérault, sur le mont Saint-Loup et au cap d’Agde ; chacun de ces postes était composé d’un matelot signaleur et de deux soldats.
En temps de paix, la garnison était pourvue par une compagnie d’invalides le plus souvent incomplète soit, en moyenne, une quarantaine d’hommes tout au plus ; cette affectation n’enchantait d’ailleurs guère les soldats et les officiers, aussi les désertions étaient-elles assez fréquentes. En période troublée, la garnison était remplacée ou complétée par des compagnies de Milice venant d’autres villes du royaume (Saumur, Bourg-en-Bresse, etc.).

### Le fort, prison d’État
À partir d'une date que l'on ignore, le fort Brescou servit aussi de prison d’État, l’île présentant l’avantage de ne pas être trop éloignée de la côte, ce qui facilitait les accès tout en réduisant les possibilités d’évasion.
On sait que deux ans après la révocation de l'édit de Nantes, en 1687, l'intendant du Languedoc, Nicolas de Lamoignon de Basville, y envoya vingt-deux huguenots cévenols pendant trois semaines avant de les faire transporter sur des plages italiennes près de Gênes d'où ils gagnèrent la Suisse.
Plus tard, au début du XVIIIe siècle, des protestants du Vivarais y furent également internés, notamment Étienne Durand, le père de Marie Durand, la plus célèbre prisonnière de la tour de Constance.
Les raisons de détention au Brescou allaient de la raison d’État au simple désir des familles d’être débarrassées de parents jugés inopportuns. Les prisonniers pour raison d’État, en général pour des fautes assez légères, furent en fait peu nombreux (onze en seize ans), tout comme d’ailleurs les criminels de droit commun (trois en vingt ans). On y trouvait surtout des escrocs, des voleurs, des individus violents et des personnes accusées de « libertinage », ce mot ayant un sens beaucoup plus étendu que de nos jours. Être libertin c’était alors aimer le jeu, les beuveries, le duel et surtout les femmes et, pour cela, s’endetter toujours plus. Tous nos prisonniers pour ce motif étaient de joyeux lurons, passionnés, turbulents et assez irréligieux. Fidèles à leur tendance, ils continuaient d’ailleurs à Brescou, dans la mesure du possible, leur existence d’autrefois.
La vie dans le fort était rude, tant pour les détenus que pour la garnison, surtout en raison de la promiscuité et du manque d’hygiène, mais elle était toutefois acceptable ; la plupart pouvaient circuler librement sur les remparts et ils n’étaient enfermés que le soir. Il n’en était pas de même pour ceux qui par ordre du roi ou à la suite d'évasions et de peccadilles, étaient mis au cachot dans les sous-sols de la tour.
À l’exception des prisonniers d’État qui étaient « au pain du Roi », les prisonniers devaient payer leur pension, c’est-à-dire leur nourriture, leur chauffage l’hiver, la location du lit ainsi que tout ce qui était nécessaire à la vie de tous les jours. Le montant de la pension pouvait varier selon la conduite des prisonniers et la situation financière de leurs parents. Rarement le gouverneur laissait partir ses pensionnaires avant le règlement total de ce qui était dû ; il y avait là un moyen unique pour les parents peu enclins à revoir leur prisonnier, de le maintenir en prison, même après l’arrivée de l’ordre royal de libération !
En plus de la garnison, le fort abritait aussi un aumônier ainsi qu’un cantinier et sa femme qui y résidaient avec leurs enfants. Le travail était pénible car le cantinier devait cuisiner deux menus différents. L’un pour les soldats et les prisonniers les plus pauvres, l’autre pour les officiers et les détenus aisés.
Pour la plupart des détenus, la principale préoccupation était l’évasion. Le fort étant à 1 500 m de la côte, le seul moyen de fuite était la traversée à la nage ou le passage en barque. Dans les deux cas, il fallait des complicités à l’intérieur et, pour avoir une barque il fallait nécessairement s’entendre au préalable avec des pêcheurs de la région. On ignore le nombre total des évasions mais, entre 1757 et 1773, nous en connaissons environ vingt-cinq, tant réussies que restées à l’état de tentative.
Après la prise de la smala d'Abd el-Kader par le duc d'Aumale, le 16 mai 1843, le fort est utilisé pour la détention de prisonniers algériens traités comme prisonniers de guerre en application de l’arrêté de 1841 du maréchal Soult, ministre de la Guerre.
Le fort Brescou sert enfin à la détention d'opposants au coup d'État du 2 décembre 1851.
Ce fort dans sa fonction devait être fort mal éclairé, car une phrase courait en Languedoc pour qualifier un endroit peu éclairé (semblan dins Brescou - Moux années 1900).

### Personnalités liées à Brescou
- Jean Bernard (1672-1745)
- Maurice Persat (1788-1858)

## Les phares
L'île de Brescou héberge deux phares situés dans l'enceinte du fort.
Le premier, qui daterait de la fin du XVIe siècle, n'est en fait qu'une simple tour de pierres noires, un fanal au sommet duquel on se contentait autrefois d'allumer un feu. Il est toujours bien visible aujourd’hui sur les remparts, face au large.
Le second a été construit en 1836 sur les restes de la grosse tour, à l'ouest de l'île. Il avait une hauteur de 9 m seulement, ce qui justifia son rehaussement à 11,20 m en 1901 pour augmenter la portée de la lanterne. Aujourd'hui, le phare est une tour de 12 m de hauteur, de couleur blanche en bas et rouge en haut. Il s'élève à 22 m au-dessus des eaux et sa portée maximale est de 13 milles marins.
Autrefois, le fonctionnement du phare exigeait la présence d'un gardien. Jusqu'au déclassement du fort, ce rôle était tenu par des militaires qui furent remplacés ensuite par des civils. Le gardien habitait alors sur l'île avec sa famille dans la maison située au fond de la cour, face à l'entrée. Depuis 1989, date de son automatisation totale, le phare n'est plus gardienné.

## La situation actuelle
D’importants travaux ont été entrepris à partir de 1998 pour réparer les dégâts provoqués par les tempêtes ; un pan de rempart menaçait même de s’effondrer dans la mer. Ces travaux continuent.
L’île est un site privilégié pour la plongée et la pêche sous-marines, le site étant riche en loups, daurades et murènes. Au XVIIIe siècle, elle était réputée pour ses langoustes, ses dorades et ses coquillages, ces derniers étant alors fort prisés des collectionneurs.

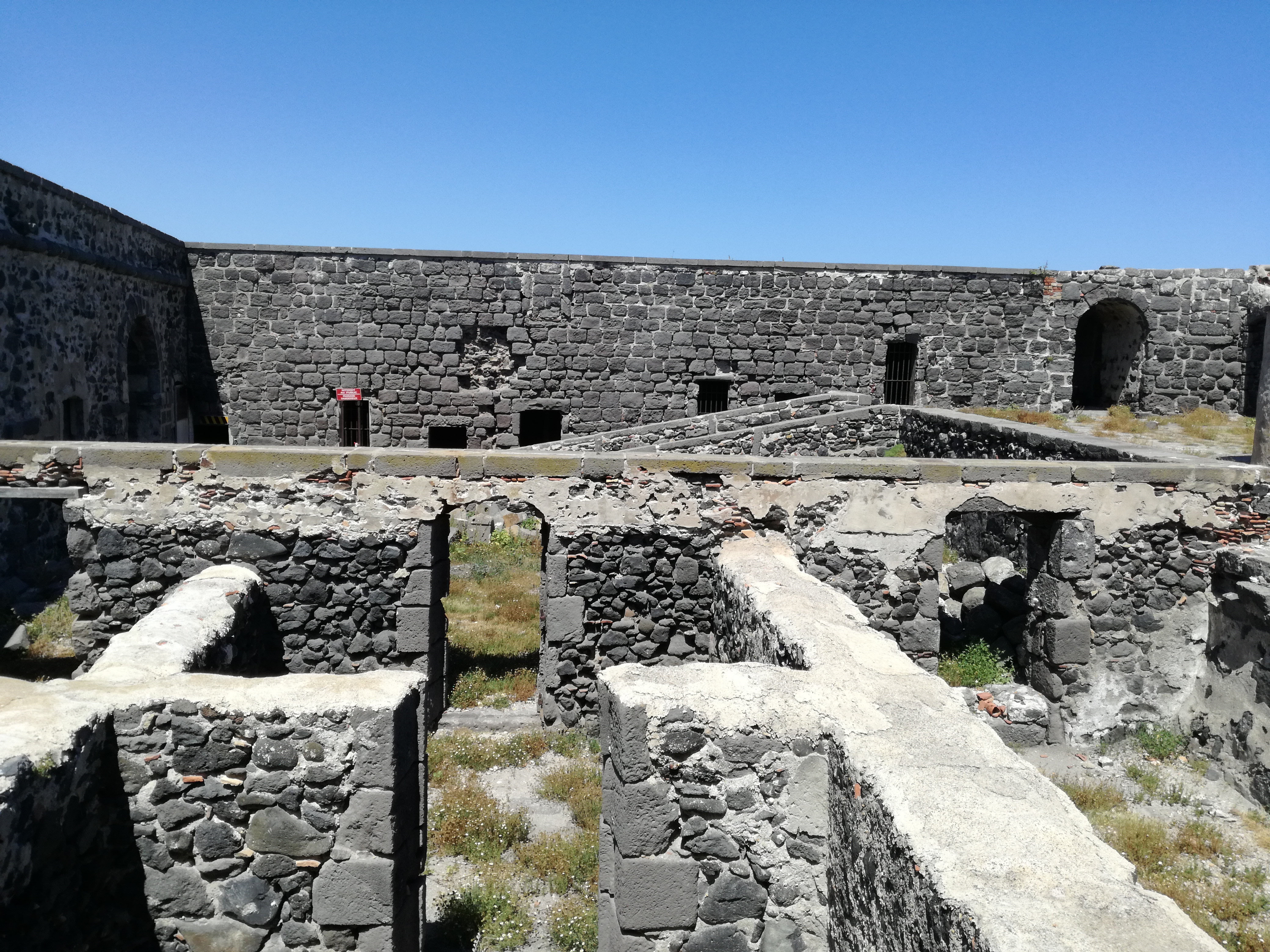
Murs des anciennes cellules de la prison du Fort.

Des plongeurs ont découvert entre l'île et la côte une ancienne zone de délestage des navires marchands.
Les radio-amateurs organisent souvent des expéditions sur l'île pour tester certaines émissions.
Des visites guidées étaient organisées tous les jours du 15 juin à début septembre et à partir du mois d'avril pour les groupes ; les bateaux de promenade à vision sous-marine partent du Cap d'Agde et du Grau d'Agde. L'été, en août, un feu d'artifice était tiré sur les remparts du fort.
Cependant, le fort a été fermé au public et aux visites guidées depuis 2005 en raison de son délabrement trop avancé. Pour le restaurer, l'association des 'Amis de Brescou' a mis en place un comité scientifique et consultatif, au sein duquel figure l'historien Jean Sagnes,.

## Protection
Ce témoin majeur de la fortification du littoral languedocien, établie au XVIIIe siècle fait l’objet d’une inscription au titre des monuments historiques depuis le 19 mai 1996.

## Inscription du fort dans la liste des 18 sites emblématiques retenus pour le deuxième loto du patrimoine
Au mois de mars 2019, on apprend que le Fort Brescou est retenu par le Loto du Patrimoine, il fait alors l'objet d'un financement prioritaire. 